# 1365 هـ
1365 هـ هي سنة في التقويم الهجري امتدت مقابلةً في التقويم الميلادي بين سنتي 1945 و1946.

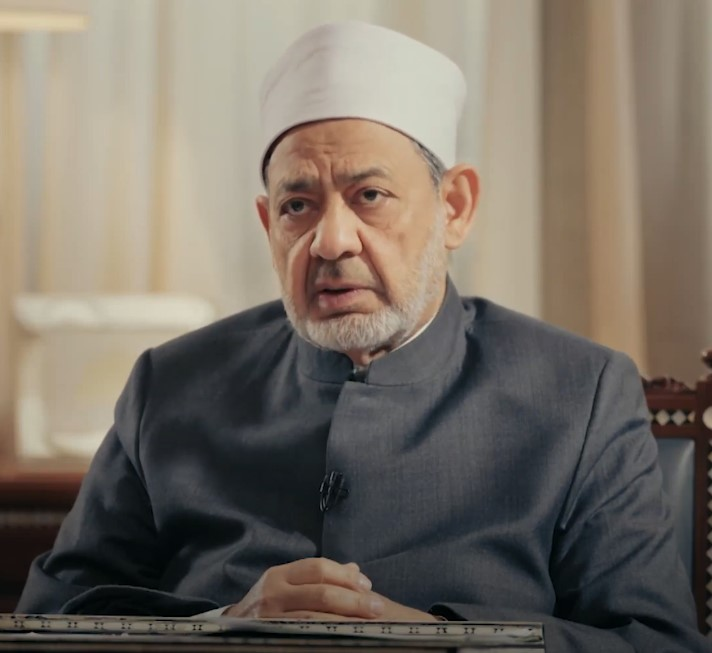
أحمد الطيب

## مواليد
- أحمد الطيب
- أحمد الغريفي
- خزنة بورسلي
- محمد علوي المالكي
- أحمد زويل
- بكر بن عبد الله أبو زيد
- حسن شحاتة (رجل دين)
- سليمان العيسى (مذيع سعودي)
- عبد الكريم أحمد مقبل القحطاني
- علي إبراهيم (ممثل)
- عبد الأمير عيسى
- فؤاد بن عبد السلام الفارسي
- فرد هاليداي
- فيصل بن بندر بن عبد العزيز آل سعود
- مقداد مراد
- محمد نايف الدليمي
- مرتضى الشاهرودي
- مطلب بن عبد الله النفيسة
- مفضل سيف الدين

## وفيات
- أحمد عيسى (طبيب)
- حامد بن سليمان القباني
- حقي آلتون بزر
- زكي البرزنجي
- عمر بن عبد اللطيف آل الشيخ
- عيسى رواس
- لويس معلوف
- مصطفى آغا
- مهدي الأصفهاني
- هادي الشيرازي الحائري
- زكي برزنجي
- عبد العزيز بن إبراهيم بن عبد الرحمن آل براهيم
- عمر بن عبد اللطيف بن عبد الرحمن آل الشيخ